# Ambrósia Patus
Ambrósia Patus é um personagem do Universo Disney.

## Família
É a esposa de Cipriano Patus, mãe da Vovó Donalda e do Patus Quela. 
Avó de Patoso, Patrícia Pato, Éder Patolfo, Primo Bicudo e Gansólia. 
Bisavó do Pato Donald, Dumbela Pato, Gastão, Zeca Pato, Peninha, Gansolino e possivelmente Kildare Coot. 
E finalmente, trisavó de Huguinho, Zezinho e Luisinho.